# Schim en Schaduw
Schim en Schaduw is een fantasy Young Adult en de debuutroman van Amerikaanse auteur Leigh Bardugo. De roman is gepubliceerd door Blossom Books op 16 juni 2014, en wordt verteld door Alina Starkov, die als wees opgroeit in het op Rusland geïnspireerde land Ravka, voordat haar hele leven verandert wanneer ze onverwacht een kracht gebruikt waarvan ze nooit wist dat ze die had om haar beste vriend te redden.  Het is het eerste boek in de Grisha-trilogie, gevolgd door Dreiging en Duisternis en Val en Verlossing. Een adaptatie, Shadow and Bone, zal in april 2021 op Netflix in première gaan.

## Korte inhoud[3]
Alina Starkov is een tienermeisje dat is opgegroeid met Malyen Oretsev in een weeshuis in Keramzin in het koninkrijk Ravka. Het verhaal begint als ze door de Onzee (ook wel de Schaduwvlakte genoemd) trekken, een eeuwig donkere, dorre strook land dat het grootste deel van Ravka volledig heeft afgezonderd van de handelsroutes en dit deel van het land in armoede gehuld heeft. De expedities die regelmatig de zee oversteken om goederen te vervoeren en te importeren, worden vaak geteisterd door bloeddorstige Volcra, die de Onzee bewonen. Tijdens hun overtocht vallen de Volcra's aan, en, wanneer ze Mal redt, toont Alina een buitengewoon Grisha talent. De Grisha zijn mensen met het vermogen om de elementen te manipuleren en als wapens te gebruiken, b.v. om vuur of wind op te roepen, of om harten te stoppen. Alina kan licht oproepen.
De leider van de Grisha, de Duisterling, stuurt Alina naar de hoofdstad Os Alta. Hij zegt dat haar kracht uniek en waardevol is, waardoor ze een doelwit is voor de vijanden van Ravka. Alina heeft moeite om zich aan te passen aan de andere Grisha en om vertrouwen te krijgen in haar eigen vaardigheden, wanneer ze aan haar strenge training begint. Ze voelt een sterke aantrekkingskracht tot de Duisterling, die hij lijkt te beantwoorden. Tijdens twee ontmoetingen kussen ze elkaar, en Alina is verward door haar reacties op de kussen.
Nadat ze haar krachten aan de koning en zijn hof heeft laten zien, krijgt Alina van haar mentor Baghra te horen dat ze moet vluchten, dat de Duisterling de Onzee heeft geschapen en dat hij van plan is haar tot slaaf te maken en haar Grisha krachten te gebruiken om de wereld te veroveren. Baghra onthult ook dat zij de moeder van de Duisterling is. Twee weken na haar vlucht wordt Alina bijna gevangen genomen, maar ze wordt gered door Mal, die een bijna bovennatuurlijk vermogen heeft om haar op te sporen en gestuurd is om haar te vinden. In plaats van haar aan te geven, helpt hij haar ontsnappen.
Ze besluiten om in het hoge noorden op een magisch hert te zoeken. Als Alina dit hert kan doden en een halsketting van het gewei maakt, zullen haar krachten aanzienlijk versterken. Na veel tijd en moeite vinden ze het hert, maar Alina weigert het te doden, en het hert erkent dit. Op dat moment verschijnen de Duisterling en zijn volgelingen. De Duisterling doodt het hert en dwingt Alina de ketting van hertshoorn te dragen, waardoor ze volledig in zijn macht is, niet in staat om hem ook maar enigszins ongehoorzaam te zijn.
Ze keren snel terug naar het zuiden waar de grote oversteekplaats van de Onzee is. De Duisterling draagt Alina op om het schip te beschermen tijdens de oversteek. Nabij de andere zijde breidt de Duisterling de Onzee uit, wat tot veel dood en vernietiging leidt. Dan gooit hij Mal van het schip, in de Onzee, om verslonden te worden door monsters. Wanhopig realiseert Alina zich uiteindelijk dat haar daad van genade, het sparen van het hert, haar de mogelijkheid geeft om zich te bevrijden van de Duisterling’s slavernij. Haar liefde voor Mal geeft haar de kracht die ze nodig heeft. Alina breekt los, springt van het schip, redt Mal, en vernietigt het schip.
Het boek eindigt met Mal en Alina die de oversteek maken over de Ware Zee, en ontsnappen aan Ravka en de Duisterling.

## Ontwikkeling
Schim en Schaduw is Bardugo's eerste roman. Toen Entertainment Weekly Bardugo vroeg naar haar inspiratie voor de serie, legde ze uit: "In de meeste fantasy is duisternis metaforisch; het is gewoon een manier om over het kwaad te praten (duisternis valt over het land, een duister tijdperk komt eraan, etc.). Ik wilde iets figuurlijks nemen en het letterlijk maken. Dus werd de vraag: "Wat als duisternis een plaats was? Wat als de monsters die daar op de loer liggen echt waren en gruwelijker dan alles wat je je ooit had voorgesteld onder je bed of achter de kastdeur? Wat als je ze zou moeten bevechten op hun eigen terrein, blind en hulpeloos in het donker? Deze ideeën werden uiteindelijk de Schaduwvlakte."
Bardugo werd geïnspireerd om haar fantasiewereld, Ravka, te modelleren naar het Russische Rijk van de vroege jaren 1800. Op de vraag waarom ze zo'n eigenaardige omgeving koos, legde Bardugo uit: "Ik denk dat er een enorme kracht zit in de beelden die we associëren met de Russische cultuur en geschiedenis, en deze uitersten van schoonheid en wreedheid lenen zich voor fantasy. En eerlijk gezegd, hoeveel ik ook hou van zwaarden en vaten bier - en geloof me, dat doe ik - ik wilde de lezers naar een heel andere plek brengen. Tsaristisch Rusland gaf me een ander uitgangspunt."

## Receptie
Publishers Weekly schreef: "Vol met rijke beschrijvingen, intrigerende magie, en veel wendingen, biedt dit gedenkwaardige avontuur actie en intrige vermengd met een onderstroom van romantiek en gevaar." Kirkus Reviews merkte op dat "De plot krachtig is."
Veronica Roth, New York Times-bestseller auteur van Divergent, stelt dat "Schim en Schaduw zich afspeelt in een fascinerende, unieke wereld die rijk is aan details, en anders was dan alles wat ik ooit heb gelezen." Volgens Rick Riordan, bestseller auteur van de Percy Jackson-serie “creëert Bardugo een eersteklas avontuur, een aangrijpende romance en een intrigerend mysterie in één boek!”
Alle Grishaverse-titels behaalden #1 op de New York Times-bestsellerlijst.

## Vervolgen en verwante werken
Het vervolg en tweede boek in de trilogie, Dreiging en Duisternis, werd gepubliceerd in september 2014. Het laatste boek in de trilogie, Val en Verlossing, werd in februari 2015 gepubliceerd.
In dezelfde wereld als de Grisha-trilogie spelen zich ook de Kraaien-duologie (List en Leugens (2015) en Kraai en Koninkrijk (2016)) af; de standalone korte verhalenbundels De taal der doornen (2018) en Het boek der heiligen (2021); en de Nikolai Lantsov-duologie met De verminkte koning (2019) en Het oordeel van de wolf (2021), waarin personages uit zowel de oorspronkelijke trilogie als List en Leugens voorkomen.

## Adaptatie
In september 2012 kondigde Holly Bario, president van DreamWorks' productie, aan dat zij de filmrechten van Shadow and Bone had opgepikt. David Heyman, die de Harry Potter-films produceerde, werd aangekondigd als producent. Jeffrey Clifford, president van Heyday Films, zou de film ook produceren.
In januari 2019 bestelde Netflix een acht afleveringen tellende serie gebaseerd op de Grisha-trilogie en de Kraaien-duologie met Eric Heisserer als showrunner. De productie begon in oktober 2019 met Jessie Mei Li als Alina Starkov, Ben Barnes als Generaal Kirigan (De Duisterling), Archie Renaux als Malyen Oretsev, Sujaya Dasgupta als Zoya Nazyalensky, Daisy Head als Genya Safin, en Simon Sears als Ivan.
Een trailer werd uitgebracht op 26 februari 2021 die bevestigde dat de serie op 23 april 2021 in première zou gaan.